# Cessens
Cessens ist eine Commune déléguée mit 473 Einwohnern (Stand 1. Januar 2022) in der Gemeinde Entrelacs im Département Savoie in der Region Auvergne-Rhône-Alpes. Sie gehörte zum Arrondissement Chambéry und zum Kanton Aix-les-Bains-1. Die Ortsbewohner von Cessens heißen auf Französisch Cessanais(es).
Mit Wirkung vom 1. Januar 2016 wurden die früheren Gemeinden Albens, Cessens, Épersy, Mognard, Saint-Germain-la-Chambotte und Saint-Girod zu einer Commune nouvelle mit dem Namen Entrelacs zusammengelegt.

## Geographie
Cessens liegt auf 689 m, in der Nähe von Rumilly, etwa 25 km nördlich der Stadt Chambéry (Luftlinie). Das Dorf erstreckt sich im westlichen Albanais, an aussichtsreicher Lage am Ostabhang der Montagne de Cessens, über den Talmulden von Albenche und Nephe.
Zu Cessens gehörten neben dem eigentlichen Ortskern auch mehrere Weilersiedlungen und Gehöfte, darunter:
- Les Brus (610 m) auf dem Sattel unterhalb von Cessens
- Chenet (610 m) auf einem Vorsprung im Quellgebiet der Nephe
- Domian (640 m) auf einem Vorsprung am Ostabhang der Montagne de Cessens
- Les Granges (590 m) auf einem Vorsprung über dem Tal der Nephe
- Piollat (680 m) am Ostabhang der Montagne de Cessens
- La Tour (780 m) am Westhang der Montagne de Cessens an der Straße zum Col
- Le Carabin (750 m) am Westhang der Montagne de Cessens
- Sous la Tour (700 m) westlicher Teil des Hauptortes

Nachbarorte von Cessens sind Ruffieux und Moye im Norden, Massingy und Albens im Osten, Saint-Germain-la-Chambotte im Süden sowie Chindrieux im Westen.

## Geschichte

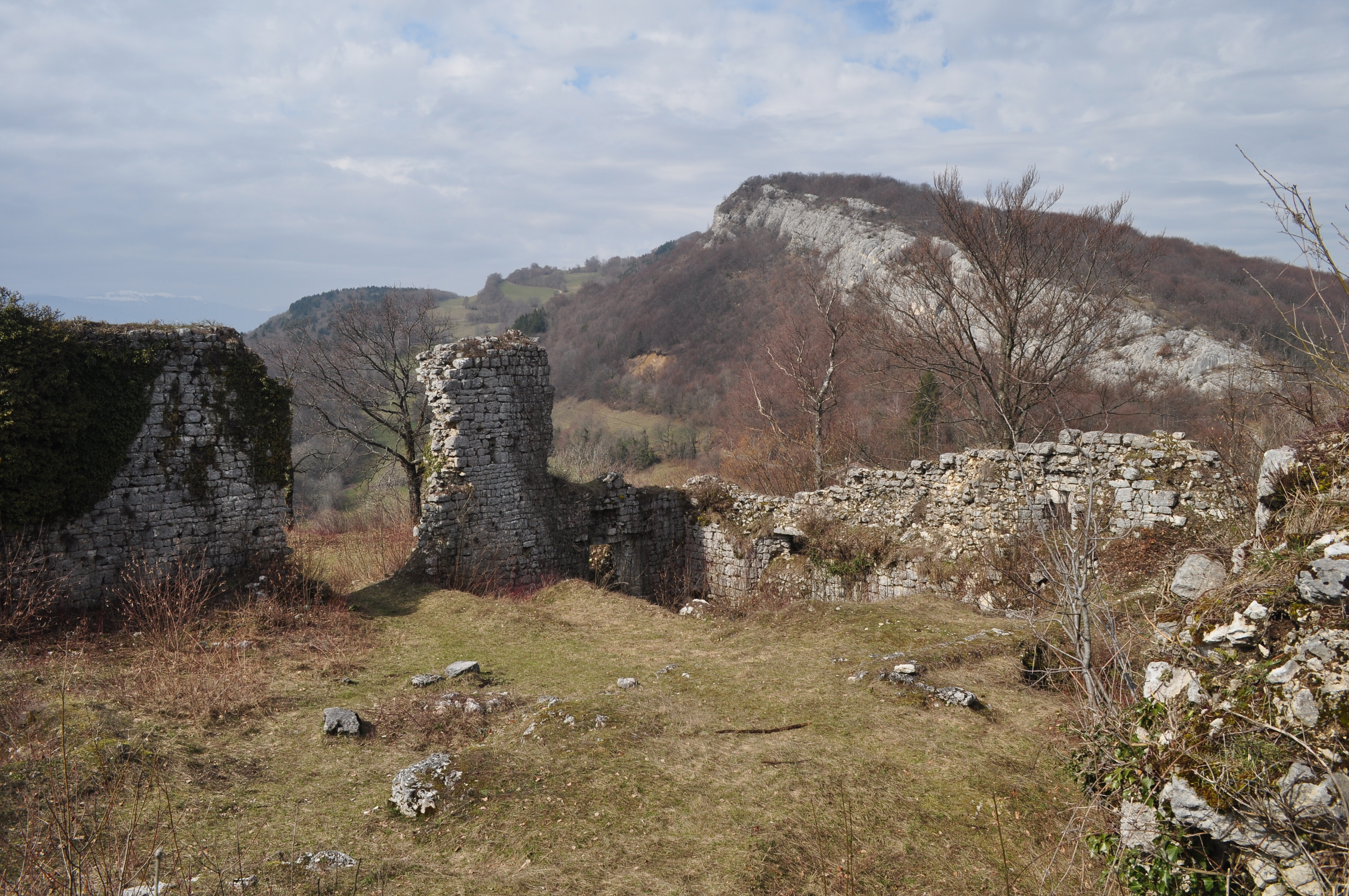
Ruine der "Neuen Burg"

Erstmals urkundlich erwähnt wird Cessens im Jahre 1120 unter dem Namen Sexent. Aus der nachfolgenden Zeit sind die Bezeichnungen Seyssens (1263), Sessani (13. Jahrhundert), Sessens (1356), Sessains, Seyssins (14. Jahrhundert), Sesseno (1399) und Cessin (1528) überliefert.
Cessens war Standort der ersten Gründung des Klosters Hautecombe, doch wurde das Kloster schon kurz danach (1125) an der heutigen Stelle der Abbaye de Hautecombe am Lac du Bourget neugegründet. Im Mittelalter etablierte sich Cessens als Mittelpunkt einer eigenen Herrschaft. Diese gehörte zunächst der Familie de Faucigny, 1282 trug Béatrix de Faucigny die Burg und die Herrschaft den Grafen von Genf zu Lehen auf. Es entstand eine zweite, neuere Burg und die Herrschaft verblieb in den Händen der Herren von Grésy-Faucigny.

## Sehenswürdigkeiten
Die Dorfkirche Saint-Laurent wurde 1838 erbaut und 1983 letztmals umfassend restauriert. Auf dem Sattel westlich des Dorfes steht die Kapelle Notre-Dame de la Salette. Südlich dieses Sattels befinden sich zwei Türme, die zum Château Vieux (12. Jh.) bzw. Château Neuf (13./14. Jh.) gehörten. Beide Burgen sind zu Ruinen zerfallen. Die Burgen waren einst Herrschaftssitze der Seigneurie de Cessens.

## Bevölkerung
| Bevölkerungsentwicklung | Bevölkerungsentwicklung |
| Jahr                    | Einwohner               |
| ----------------------- | ----------------------- |
| 1962                    | 348                     |
| 1968                    | 335                     |
| 1975                    | 301                     |
| 1982                    | 289                     |
| 1990                    | 320                     |
| 1999                    | 331                     |
| 2006                    | 388                     |
| 2011                    | 413                     |

Nachdem die Einwohnerzahl in der ersten Hälfte des 20. Jahrhunderts rückläufig war, wurde seit Mitte der 1980er Jahre wieder eine leichte Bevölkerungszunahme verzeichnet.

## Wirtschaft und Infrastruktur
Cessens war bis weit ins 20. Jahrhundert hinein ein vorwiegend durch die Landwirtschaft geprägtes Dorf. Daneben gibt es heute verschiedene Betriebe des lokalen Kleingewerbes. Viele Erwerbstätige sind Wegpendler, die in den größeren Ortschaften der Umgebung sowie im Raum Chambéry und Annecy ihrer Arbeit nachgehen.
Die Ortschaft liegt abseits der größeren Durchgangsstraßen oberhalb einer Departementsstraße, die von La Biolle nach Rumilly führt. Weitere Straßenverbindungen bestehen mit Albens und Chindrieux. Der nächste Anschluss an die Autobahn A41 befindet sich in einer Entfernung von rund 15 km.